# V. I. P.

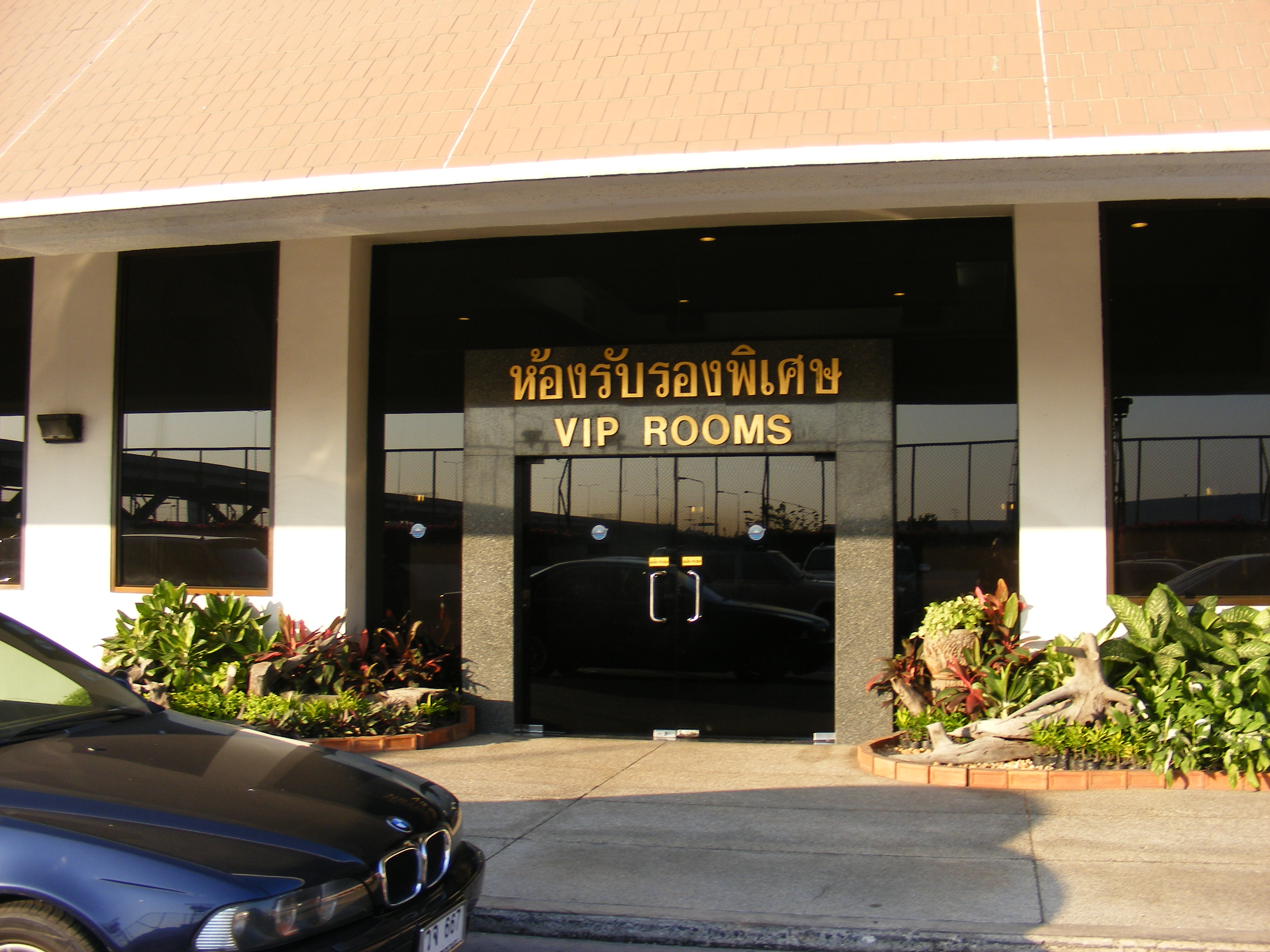
VIP-Eingang zum Flughafen Don Mueang

Very Important Person (deutsch: „sehr wichtige Person“, abgekürzt V. I. P., IPA: [viːʔaɪ̯ˈpiː], anhörenⓘ oder VIP [vɪp], anhörenⓘ, Plural V. I. P.s oder V. I. P. bzw. VIPs oder VIP) ist eine Person, der aufgrund ihres sozialen Status besondere Privilegien oder eine besondere Bedeutung beigemessen werden.
Beispiele für VIPs sind Prominente, Staatsoberhäupter und Regierungschefs, wichtige Arbeitgeber, High-Roller, Politiker, hochrangige Offiziere, vermögende Privatpersonen oder andere bemerkenswerte Personen, welche eine besondere Behandlung erhalten.
Im Dienstleistungsbereich wird im heutigen Sprachgebrauch die besondere Behandlung oft als VIP-Service bezeichnet.

## Entstehung
Der Begriff „V. I. P.“, der im Bereich der Luftfahrt auftauchte, ist im Kreis der russischen Emigranten in den 1930er-Jahren entstanden. Zum Großteil waren es Aristokraten, die ihren früheren hohen Status während des Lebens in der Emigration, in Frankreich und in England, teilweise verloren hatten. 1927 wurden Flugscheine der Linie «Paris – London» mit «wiesima imenitaja persona» (dt. sehr eminente Person) in der Pariser Zeitung der russischen Diaspora beworben. In einem bestimmten Sinn war dieser Werbeschritt gelungen und der Begriff „VIP“ hat sich im Kreis der russischsprachigen Emigration verbreitet.

## Marketing
Eine bevorzugte Behandlung, die ohne Ansehen der Person nur gegen zusätzliche Bezahlung gewährt wird, wird häufig unter der Bezeichnung VIP-Service angeboten. Luxuriöse Ausführungen von Gegenständen werden durch die Werbung als VIP-Modelle hervorgehoben. VIP-Shopping ist ein Marketing-Instrument des Einzelhandels, mit dem besondere Kunden angesprochen werden.
In der Luftfahrt werden Geschäftsreise-Flugzeuge mit VIP-Ausstattung und VIP-Flugbegleitung vermarktet. Bei einem Flugzeugexemplar, dessen Innenausgestaltung besonders großzügig und wohnlich ist, wird auch vom VVIP-Modell („very, very important person“) gesprochen.

## Parodie
In The Beckoning Lady, einem Kriminalroman von Margery Allingham, erschienen 1955, wird ein Schieber, der sein Geld und seine Position auf dem Schwarzmarkt erarbeitet hat, als „palindromic V.I.P.“ bezeichnet. Das Palindrom ist P.I.V., mit einem „’s“ davor ergibt sich „spiv“, der englische Slang-Ausdruck für einen Schieber.